# Dicranota arjuna
Dicranota arjuna är en tvåvingeart som beskrevs av Alexander 1964. Dicranota arjuna ingår i släktet Dicranota och familjen hårögonharkrankar. Inga underarter finns listade i Catalogue of Life.